# 礫棲歧鬚鮠
礫棲歧鬚鮠，為輻鰭魚綱鯰形目倒立鯰科的其中一種，為熱帶淡水魚，分布於非洲尼日河流域，體長可達26公分，棲息在植被生長的底中層水域，以植物及有機碎屑為食，生活習性不明。